# Pogrom

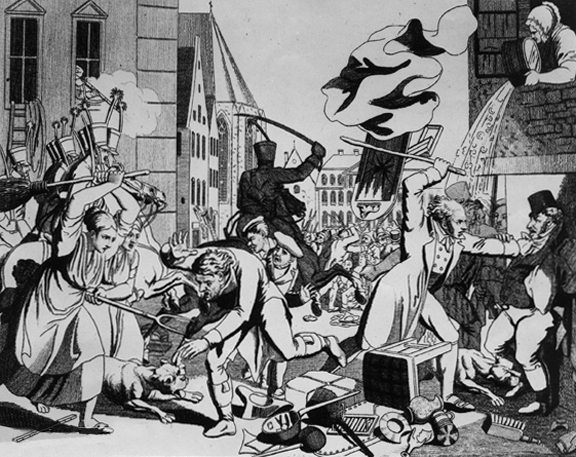
Egy frankfurti pogrom 1819 - ben

A pogrom valamely kisebbség ellen irányuló, irányítatlan (noha nem feltétlenül spontán), csoportosan vagy tömegesen elkövetett erőszakos gyűlölet-bűncselekmény. Az orosz погром (pusztítás) szóból származik, és eredetileg a zsidóknak a 19. században és a 20. század elején az Orosz Birodalom nyugati területeiről történő kiűzésére szervezett, főleg a feketeszázak által végrehajtott antiszemita atrocitások leírására szolgált.

## Etimológia
A szó nemzetközileg elterjedt, és használatossá vált visszamenőleg az európai zsidóság különböző csoportjai ellen végrehajtott középkori tömeges, erőszakos támadások, valamint később más kisebbségek elleni atrocitások leírására is.

## Története
A középkori Európában gyakran járványok idején fordultak elő pogromok, a boszorkányoknak vagy a más vallásúaknak (jellemzően a zsidóknak) tulajdonítva e csapásokat. A 20. században a legnagyobb nemzetközi visszhangot kiváltó pogrom a kristályéjszaka és a Hirschfeld-intézet elleni támadás volt a Náci Németországban. Magyar vonatkozásban tipikus pogrom volt az újvidéki vérengzés 1942-ben és a marosvásárhelyi fekete március 1990-ben.

## Jelen
A pogromokkal, így a kristályéjszakával kapcsolatban is továbbra is folyik politikai vita. Megjelennek a pogromok relativizálását, mentegetését, „megmagyarázását” célzó írások Magyarországon is.